# Liste der Kulturdenkmale in Göhren (bei Altenburg)
In der Liste der Kulturdenkmale in Göhren sind vorerst einige Kulturdenkmale der ostthüringischen Gemeinde Göhren im Landkreis Altenburger Land und ihrer Ortsteile aufgelistet. Diese Liste basiert nicht auf der offiziellen Denkmalliste der Unteren Denkmalschutzbehörde des Landkreises. Grundlage hierfür ist gegebenenfalls vorhandene Literatur beziehungsweise vorhandene Denkmalplaketten an den einzelnen Objekten. Deswegen ist diese Liste stark unvollständig.

## Gödern
| Bild                           | Bezeichnung | Lage                 | Datierung | Beschreibung | ID |
| ------------------------------ | ----------- | -------------------- | --------- | ------------ | -- |
| weitere Bilder Fotos hochladen | Dorfkirche  | Lindenstraße (Karte) |           |              |    |

## Göhren
| Bild | Bezeichnung   | Lage                   | Datierung | Beschreibung               | ID |
| ---- | ------------- | ---------------------- | --------- | -------------------------- | -- |
| BW   | Umgebindehaus | Mittelstraße 1 (Karte) |           | Wohnhaus eines Bauernhofes |    |

## Romschütz
| Bild                           | Bezeichnung | Lage                | Datierung | Beschreibung        | ID |
| ------------------------------ | ----------- | ------------------- | --------- | ------------------- | -- |
| weitere Bilder Fotos hochladen | Dorfkirche  | Hauptstraße (Karte) |           | St.-Matthäus-Kirche |    |